# Медицинский трикодер
Медицинский трикодер (англ. medical tricorder) — является мобильным портативным сканирующим устройством, которое будет использоваться потребителями для самодиагностики заболеваний в течение нескольких секунд и проведения основных жизненно важных измерений. Пока устройство ещё не вышло на массовый рынок, есть многочисленные сообщения других учёных и изобретателей, также работающих над созданием такого устройства, а также над его усовершенствованием. Сложившееся мнение состоит в том, что это будет инструмент общего назначения, аналогичный по функциональности швейцарскому армейскому ножу, для измерения жизненных показателей, таких как кровяное давление и температура, а также кровоток неинвазивным способом. Прибор будет диагностировать состояние здоровья человека после анализа данных, либо в качестве отдельного устройства или в качестве подключения к медицинским базам данных через подключение к Интернету.
Идея медицинского трикодера появилась от воображаемого устройства в научно-фантастическом телешоу «Звёздный путь» в 1960-х годах, в котором фигурировал персонаж Доктор Леонард Маккой, использующий его для мгновенной диагностики заболеваний. Одно из описаний вымышленного устройства было следующим:
Медицинский трикодер имеет отделяемый «датчик-зонд», портативный блок развертки, который посылает данные по жизненно важным показателям к Трикодеру. Он может проверить все жизненно важные функции органа, выявить наличие опасных организмов и физиологических проблем человека. Его банки данных также содержат информацию о не-человеческих расах, известную Объединённой Федерации планет, что позволяет лечить другие формы жизни.
отчёт Би-би-си
По некоторым сообщениям, возможны возражения против разработки такого устройства со стороны национальных медицинских регулирующих органов, такими как Управление по санитарному надзору за качеством пищевых продуктов и медикаментов в Соединённых Штатах Америки, а также возможное противодействие врачей не желающих позволять потребителям делать обширные самодиагностики. Существует согласие, что такое устройство может принести огромный рост производительности и экономии средств, и стимулировать рынок в миллиард долларов. Есть признаки того, что в 2012 году более ста венчурных компаний инвестировали 1,1 млрд долларов в цифровые технологии здравоохранения.

## КонкурсX Prize
Поощрительный приз от американской компании Qualcomm в размере $10 000 000, приз Qualcomm Tricorder X, который был объявлен в 2012 году, стимулировал научные и медицинские сообщества в глобальном конкурсе с участием 230 команд из 30 стран для создания такого устройства. Фонд X Prize запустил приз Tricorder X на Международной выставке потребительской электроники 2012 года в Лас-Вегасе и пообещал присудить $10 миллионов первой команде, которая построит медицинский трикодер. Согласно руководящим принципам премии, устройство должно диагностировать 15 различных заболеваний, в том числе боль в горле, апноэ сна, рак толстой кишки. Премия также присуждается за разработку максимально удобного для потребителя интерфейса. Чтобы выиграть приз, успешный медицинский трикодер должен будет диагностировать эти состояния у «30 человек за 3 дня».
В финал в 2014 году вышли десять претендентов, правда к 2016 году победитель так и не был выявлен. Но были поощрены участники, наиболее близко подошедшие к достижению объявленных критериев.

## Функции медицинского трикодера
Устройство должно быть в состоянии сделать следующее:
- Диагностировать болезнь[3][10].
- Показывать текущие показатели здоровья, такие как частота сердечных сокращений[3][10].
- Мониторинг текущего состояния[3].
- Подведение итогов состояния здоровья человека[3].
- Быстро подтверждать, здоров человек или нет. Эта функция была бы подобна диагностике двигателя в автомобиле[3][10].

## Как это работает

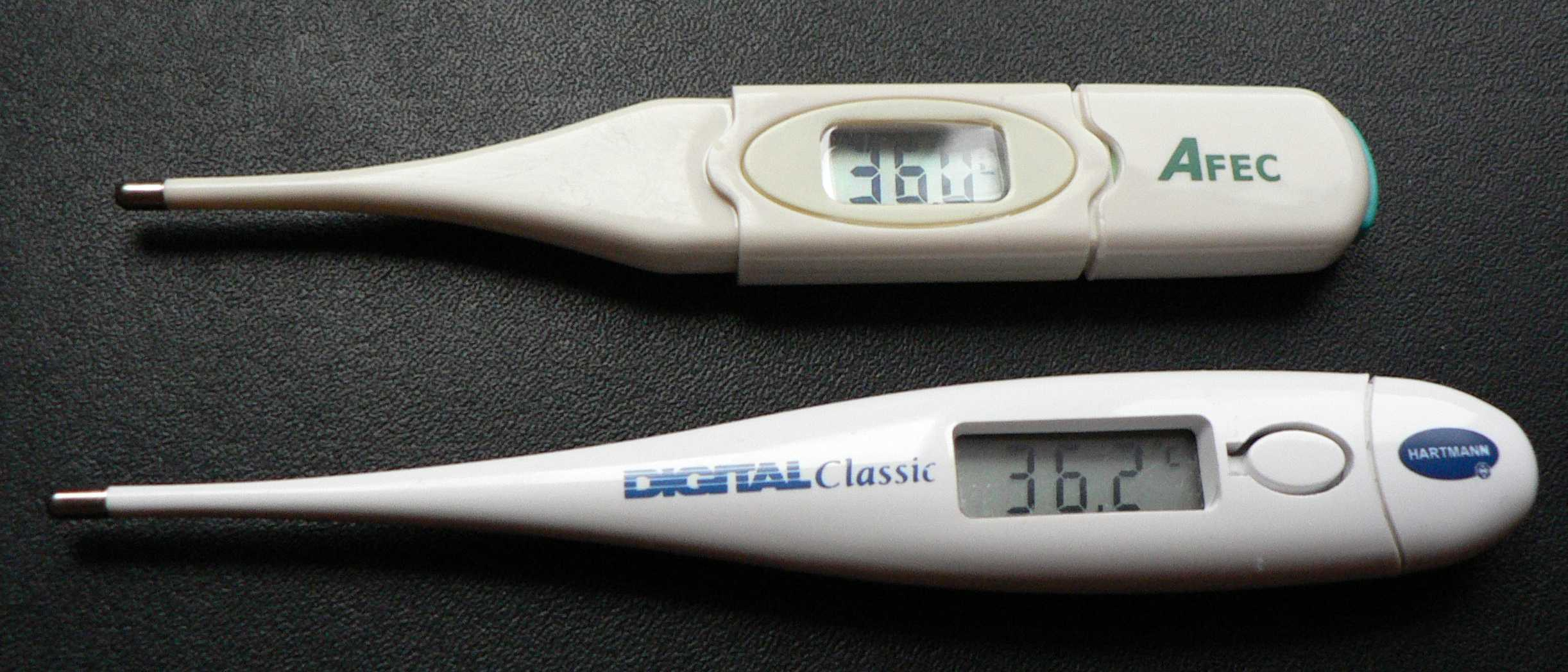
Концепция медицинского трикодера будет представлять собой сканер общего назначения со многими функциями, включая измерение температуры, как у этого цифрового термометра.

В 2012 году для медицинских работников были созданы устройства для анализа конкретных заболеваний или проведения конкретных измерений состояния здоровья, но не существует одного универсального потребительского устройства для диагностики различных состояний. Многие считают, что появление мощных компьютерных чипов, технологии сотовых телефонов и улучшенных сканеров означает, что такое устройство, вероятно, будет изобретено в ближайшие несколько лет. Уже существуют устройства, которые могут выполнять анализ одной функции, например термометр, измеряющий температуру тела, но идея медицинского трикодера заключается в том, что он должен уметь выполнять множество основных важных задач. Например, возможность совместить высокомощный микроскоп с мобильным телефоном и использовать его для того чтобы проанализировать образцы в пробирках электронно. Два электрода на устройстве могут измерять действие сердца и служить переносной электрокардиограммой. Уровни глюкозы можно было измерять путём проб малюсеньких образцов крови. Оно может проанализировать поляризовыванный свет приходя от кожи человека, показать информацию о раке или излечивать раны. Датчики могут улавливать аномалии с ДНК, а также наличие антител. Ультразвуковой зонд можно подключить к смартфону, что позволяет использовать его для создания ультразвуковых изображений. Медицинские трикодер должен работать путём анализа «летучих органических соединений, выделяемых организмом». Другой анализ с помощью чувствительных электронных «носов» обнаруживает инфекции, такие как пневмония через дыхание человека.

## Подобные устройства

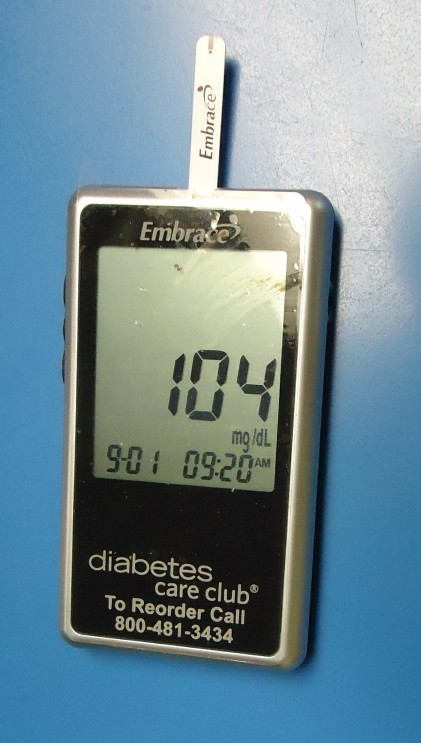
Портативное электронное устройство для измерения уровня глюкозы у диабетиков. Выполнение этого и других тестов будет одной из многих функций медицинского трикодера.

Есть мнение, что медицинские трикодеры могут появиться из «диагностических медицинских приложений» в Планшетных компьютерах и смартфонах. Некоторые существующие смартфоны были использованы в качестве медицинских устройств в том смысле, что пациенту были отправлены текстовые напоминания о продлении рецепта, и загружаемые приложения позволяют камерам в сотовых телефонах выступать в качестве датчиков для отслеживания частоты сердечных сокращений и дыхания. Один невролог использует приложения для смартфонов iPhone под названием Liftpulse и iSeismograph для диагностики и измерения тремора у пациентов с болезнью Паркинсона. Некоторые приложения используют преимущества датчики, встроенные в смартфон, таких как микрофон, камера, GPS, акселерометр, гироскоп, магнитометр, датчик приближения, люксметр и датчики температуры и влажности. Врачи используют прибор под названием отоскоп, чтобы заглянуть внутрь уха. Согласно одному из отчётов, такое устройство может быть сделано и закреплено на iPhone. Появилось сообщение о том, что был построен трикодер для анализа армосферы. Существуют фитнес-сканеры, которые надеваются на запястье человека и передают такую информацию, как частота сердечных сокращений. Министерство внутренней безопасности США объявило о «приборе сортировки пациентов», который основан на лазере, помогающий медикам оценивать жизненно важные признаки пациентов по беспроводной сети с расстояния 40 футов (12 м).

### Уже появившиеся на рынке приборы
Продукция в разработке или уже вышла на рынок:.
- Scanadu. Устройство, сделанное фирмой из Кремниевой долины Scanadu, представляет собой небольшой ручной датчик, который помещается рядом со лбом пациента, при этом измеряет жизненно важные признаки, такие как частота сердечных сокращений, частота дыхания, оксигенация крови, время передачи импульса и температуры, и имеет электроды для измерения сердечных сигналов и работает в сочетании с мобильным приложением[4]. Прибор уже используется океанографом и режиссёром Фабиеном Кусто для мониторинга здоровья подводных дайверов[16]. Сообщается, что фирма привлекла $ 1,664,574 от 8500 сторонников через краудфандинг[17]. Репортёры описали Scanadu Scout в:

Хоккейный объект в форме шайбы, который, по-видимому, может измерять вашу температуру, частоту сердечных сокращений, пульсоксиметрию (насыщение кислородом крови), выполнить ЭКГ, датчик сердечного ритма, часы пульсовой волны транзитного времени (связанных с кровяным давлением), выполнить анализ мочи и вычислить метрику Scanadu называнную (неопределенно) как «напряжение». Все, что вам нужно сделать, чтобы получить эти показания, несмотря на анализ мочи, приложить датчик на лоб в течение нескольких секунд.
Мэтт Пекхам из Time Tech, май 2013
Scanadu Scout Medical Tricorder - это устройство прямо из «Звёздного пути». Прибор упакован с датчиками ... привести Трикодер в непосредственный контакт у левого виска на 10 секунд, и он будет анализировать показатели, включая температуру, пульс, оксиметрия, ЭКГ, частота дыхания, кровяное давление, анализ мочи и эмоциональный уровень стресса. Результаты этого анализа будут записаны и показаны через приложение смартфона.
Февраль 2014 года The New Indian Express
- Группа QuantuMDx. Эта британская биотехнологическая фирма разрабатывает устройство, называемое «портативной ДНК-лабораторией» для анализа малярии; фирма собирает капитал за счёт краудфандинга[20][21]. Разработал устройство обнаружения вирусов под названием Q-POC, которое разрывает открытые клетки для анализа их ДНК[22].
- Ibis Biosciences. Эта фирма разработала аналитическую машину, которая может «идентифицировать около 1000 наиболее распространённых болезнетворных бактерий, вирусов и грибков в течение нескольких часов после взятия образца крови пациента» путём сравнения генетических отпечатков патогенов с эталонной базой данных[23].
- Verily Life Sciences объявила о проекте под названием «Трикодер» в 2014 году, но по состоянию на 2016 год процесс затормозился[24].
- TRIMprob (Tissue Resonance InterferoMeter Probe) — портативная система неинвазивной диагностики биологических заболеваний, изобретённая итальянским физиком Кларбруно Ведруччо[25][26]. Состоит из управляемого компьютером радиочастотного интерферометра, обнаруживающего различия в электромагнитных свойствах раковой ткани[27][28].
- Standoff Patient Triage Tool (SPTT) принимает ключевые физиологические показания, необходимые для любого диагноза—пульс, температура тела и дыхание. SPTT использует технологию, известную как лазерная Доплеровская виброметрия, которая используется в авиационных и автомобильных компонентах, акустических динамиках, радиолокационной технологии и обнаружении наземных мин. Присоединённый к камере, виброметр может измерить скорость и смещение с помощью вибрации предметов. Затем алгоритм преобразует эти точки данных в измерения, которые экстренные медицинские работники могут использовать для быстрой оценки критических состояний пациента[29].